# Semënovskij rajon
Il Semënovskij rajon (in russo Семёновский район?) era un distretto (rajon) dell'oblast' di Nižnij Novgorod, nella Russia europea, con capoluogo Semënov. Dal 2010 è stato trasformato in circondario urbano della città di Semënov (Городской округ город Семёнов, Gorodskoj okrug della città di Semënov).